# Forum romain
Cet article concerne les forums de la Rome antique. Pour le plus ancien forum de Rome, voir Forum romain (Rome).
Pour les articles homonymes, voir Forum et Romain.

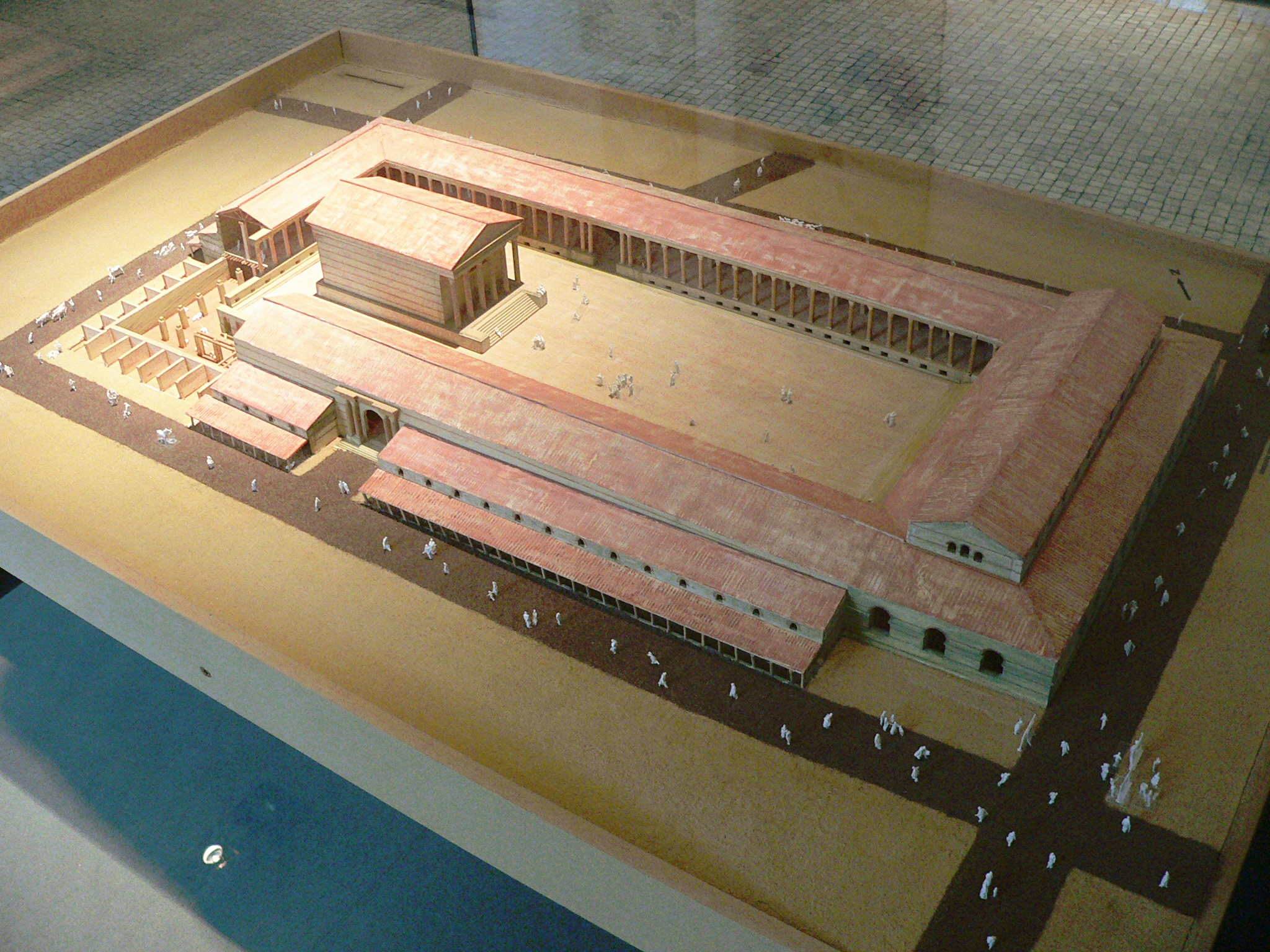
Maquette du forum de Lutèce avec des portiques abritant les boutiques, une basilique où se traitent les affaires judiciaires et un temple probablement dédié à la triade capitoline.

Le forum romain est dans l'Antiquité la place publique où les citoyens romains se réunissent pour traiter d'affaires commerciales, politiques, économiques, judiciaires ou religieuses, à l'image de l'agora dans le monde grec. Un des premiers forums est celui établi à Rome sur les rives du Tibre à hauteur du premier port fluvial de la ville : le forum Boarium (littéralement le « marché aux bœufs »). Sa construction remonte à l'époque de la fondation de la ville.
Lors de l'expansion territoriale de Rome, des colonies sont fondées à l'image de la métropole, avec les mêmes institutions et les mêmes équipements urbains. Chacune possède donc son forum autour duquel s'articule le reste de la ville.
Pour un article plus général, voir Architecture romaine.

## Étymologie
Le mot forum a conservé en français sa forme latine. À l'origine, le mot « forum » dériverait du terme foris signifiant « dehors » et désignant également une « porte », car le lieu où est construit celui de Rome n'est qu'un vaste marécage, situé en dehors des portes de la ville. Il n'est assaini que plus tard avec la construction de la Cloaca maxima sous le règne du roi étrusque Tarquin l'Ancien.

## Fonction
À l'origine, les premiers forums romains sont des places de marché où les fermiers locaux viennent vendre leurs produits directement aux habitants. Avec l'évolution démographique de la ville de Rome, la vente au détail directe laisse place à un commerce de gros avec l'apparition d'intermédiaires qui achètent les produits des fermiers pour les revendre aux habitants en prélevant une marge pour leur bénéfice. Les détaillants se retrouvent dispersés dans toute la ville et assurent la distribution des produits auprès des habitants.
Face à la demande croissante, les forums se sont multipliés et se sont spécialisés. Ils finissent par être baptisés d'après les produits qui y sont vendus, comme le forum Boarium pour les bovins, le forum Holitorium pour les fruits et légumes, le forum Piscarium pour le poisson, le forum Vinarium pour le vin, le forum Suarium pour la viande porcine à Rome ou encore le forum Hordiarum pour l'orge à Cologne.

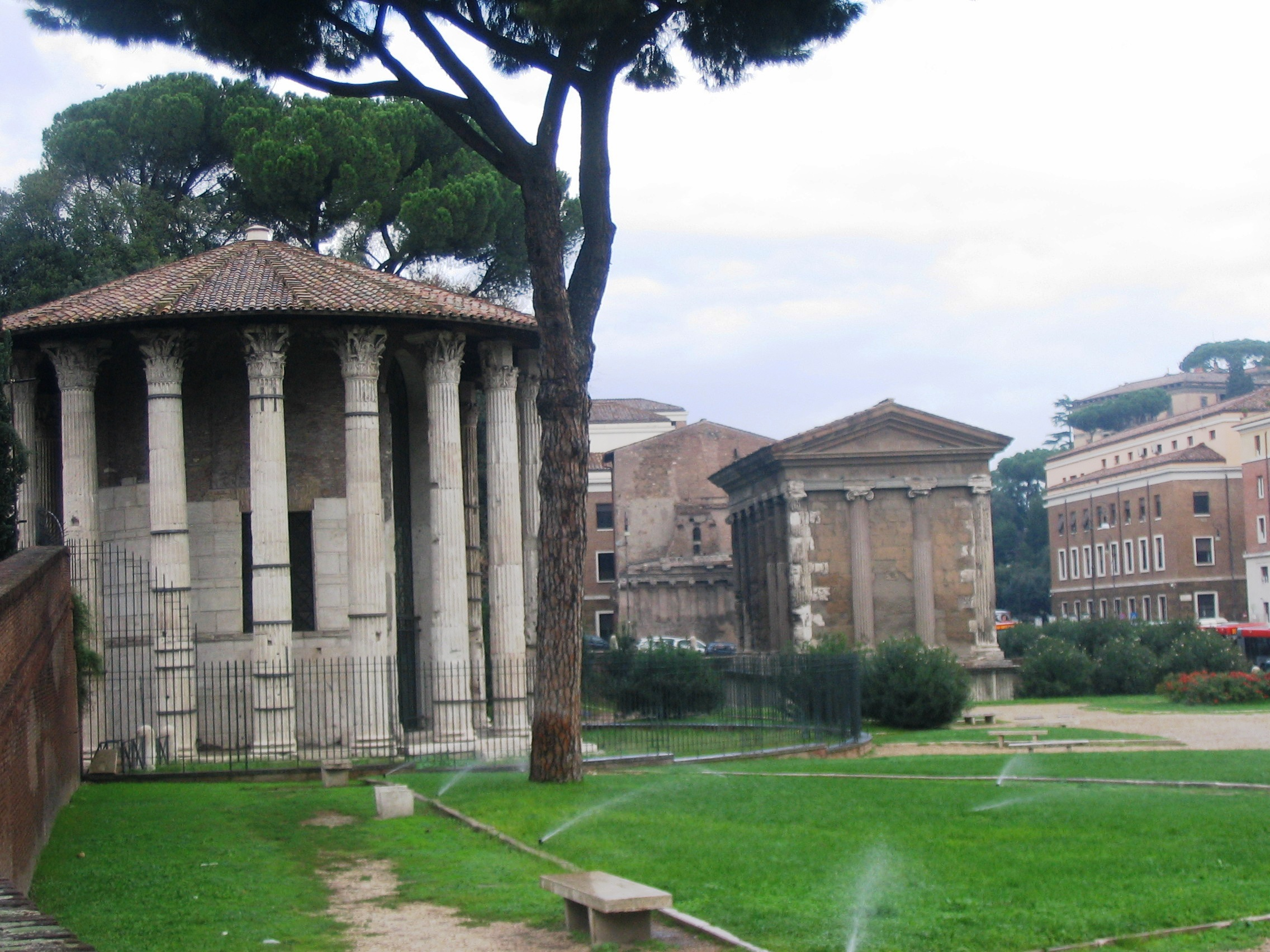
Forum Boarium avec le temple d'Hercule Victor et le temple de Portunus.
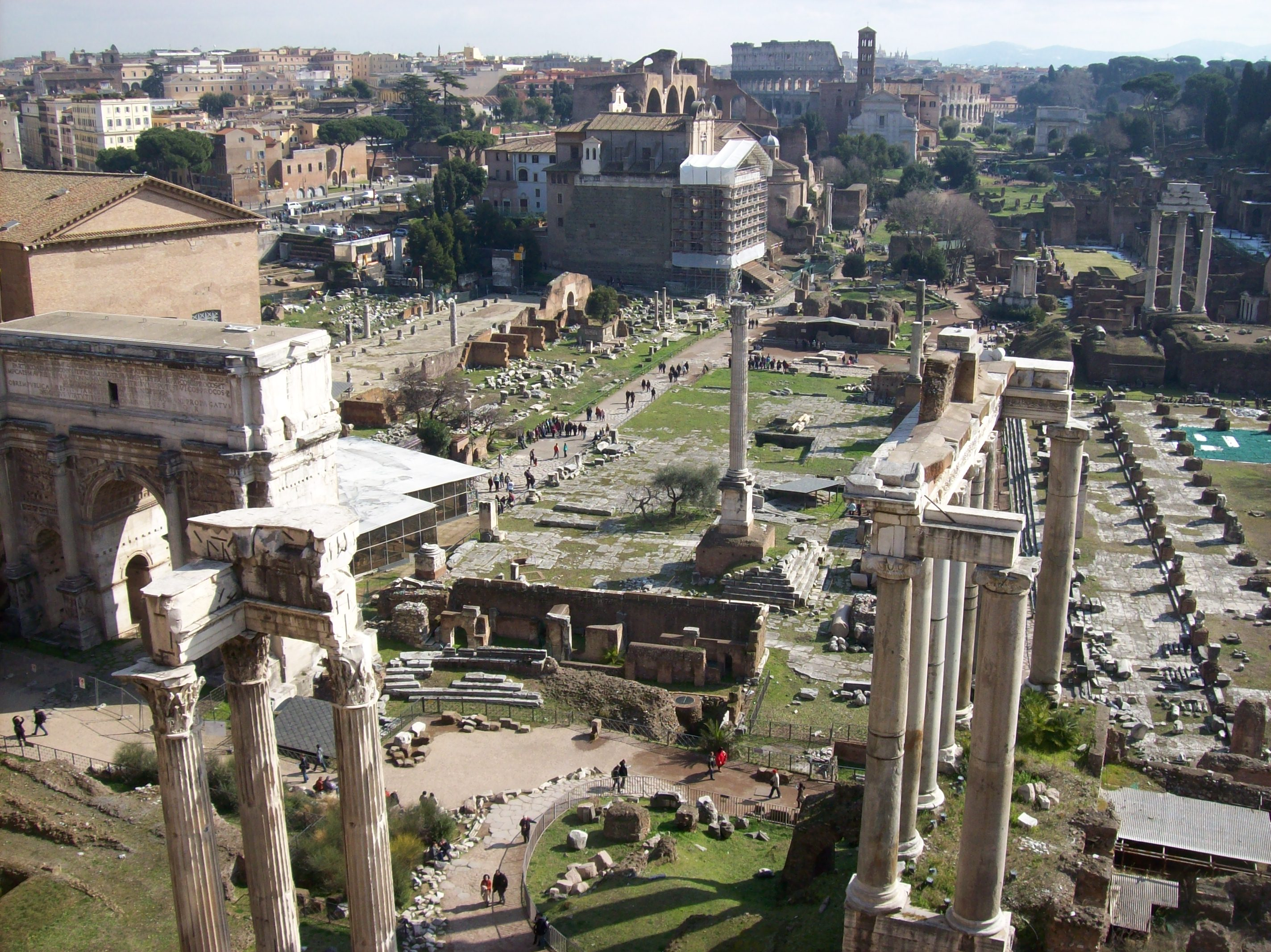
Vue d'ensemble des vestiges du Forum Romain.

En plus de sa fonction première de place de marché, le forum romain devient un lieu de grande mixité sociale où des personnes issues de toutes les catégories sociales se croisent. Les activités qui s'y concentrent ne se limitent plus à la vente au détail ou au commerce de gros mais concernent toutes les activités publiques : économiques, judiciaires, politiques, financières et religieuses. Le Forum Romain, par exemple, s'entoure de nombreux édifices destinés à abriter et développer ces activités : des temples, des basiliques, des rostres, des curies, des portiques et des boutiques (tabernæ). La transformation progressive du forum qui, d'une place de marché, devient le centre du pouvoir romain, pousse les hommes de pouvoir et les architectes à concevoir de nouveaux forums dont les plans s'adaptent au mieux à toutes leurs fonctions. Les forums impériaux de Rome répondent à cette attente et offrent de nouvelles solutions pour chaque activité, tout en exaltant la gloire du commanditaire. Les forums des villes provinciales sont par la suite construits sur ce modèle qui ne varie plus que par quelques différences liées souvent à une topographie particulière. Certains forums peuvent se spécialiser dans les activités politiques au détriment de leur fonction initiale de place de marché mais d'autres peuvent au contraire développer quasiment exclusivement les activités commerciales auquel cas on peut parler de forum venalium.

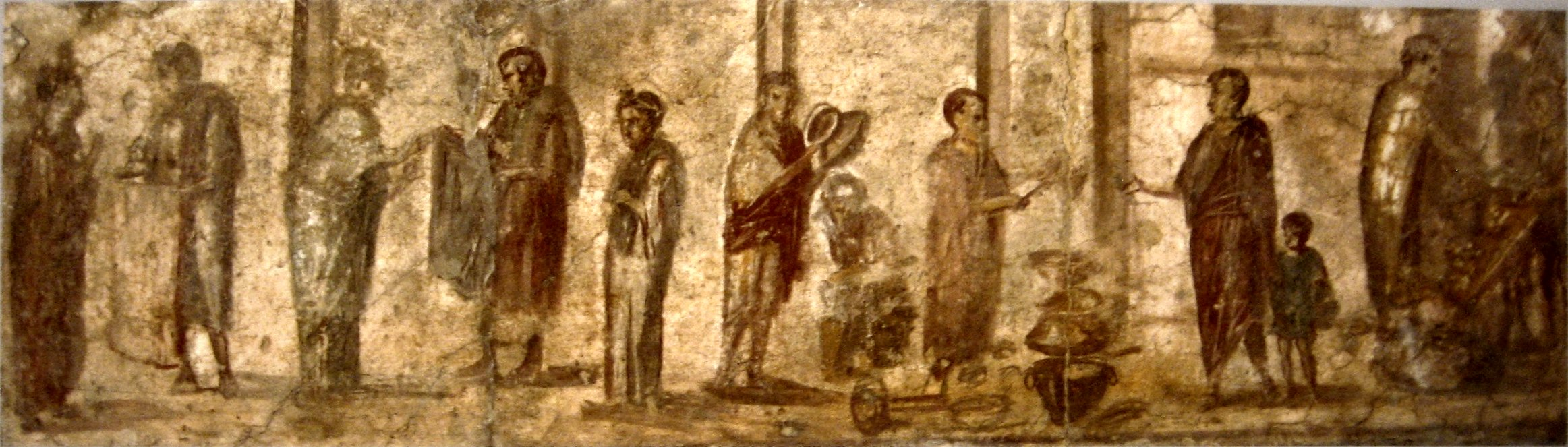
Fresque de la « Maison de Julia Felix » de Pompéi représentant diverses activités se déroulant sur le forum.

## Architecture
Le forum romain est traditionnellement construit près du centre de la ville marqué par l'intersection des deux voies principales : le cardo et le decumanus. Il arrive qu'un forum soit construit en dehors de toute ville par le magistrat responsable de l'entretien du réseau routier d'une province. La ville qui finit par se développer alors autour de la place en conserve le nom, comme c'est le cas pour Forum Livii ou Forum Julii.
Les premiers forums se présentent comme une place ouverte autour de laquelle sont construits de manière assez libre divers édifices. Peu à peu, se dessine un plan type qui se généralise dans tout l'Empire : le forum devient un espace clos de forme rectangulaire aux limites bien définies où le trafic peut être totalement interdit. Ce « forum fermé » est conçu comme un complexe architectural conservant toujours un caractère religieux avec la présence d'un ou plusieurs temples, dont l'un est dédié à Jupiter et un au dieu de la ville. Les limites de la place sont marquées par des portiques qui peuvent servir de galeries d'art, mais aussi abriter ou donner accès à des édifices politiques (une curie pour les délibérations des magistrats de la cité), une basilique, de nombreuses boutiques et parfois une école ou une bibliothèque. Selon Vitruve, le forum romain est rectangulaire avec une proportion entre longueur et largeur de 3 pour 2, contrairement à l'agora grecque qui est carrée. S'il est vrai que la plupart des forums romains adoptent une forme allongée, les proportions ne sont pas fixées aussi rigoureusement.

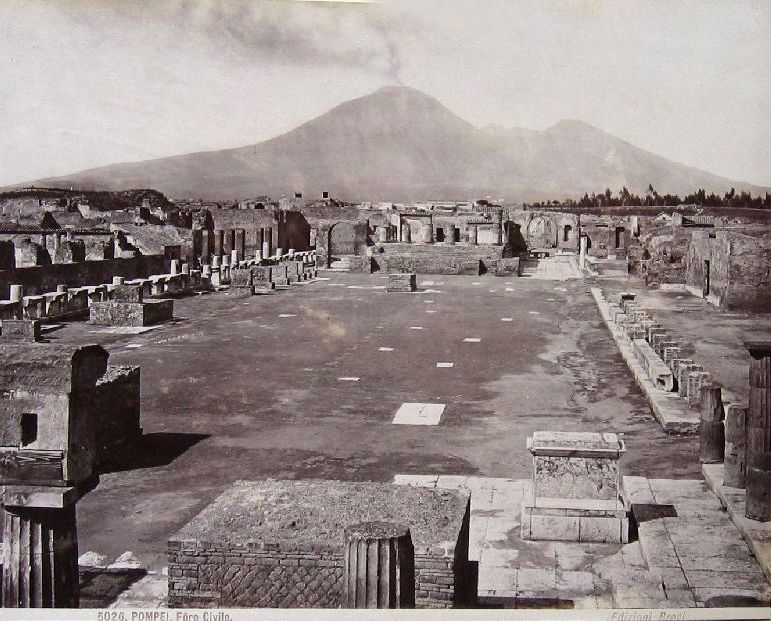
Le forum de Pompéi dans les années 1870.
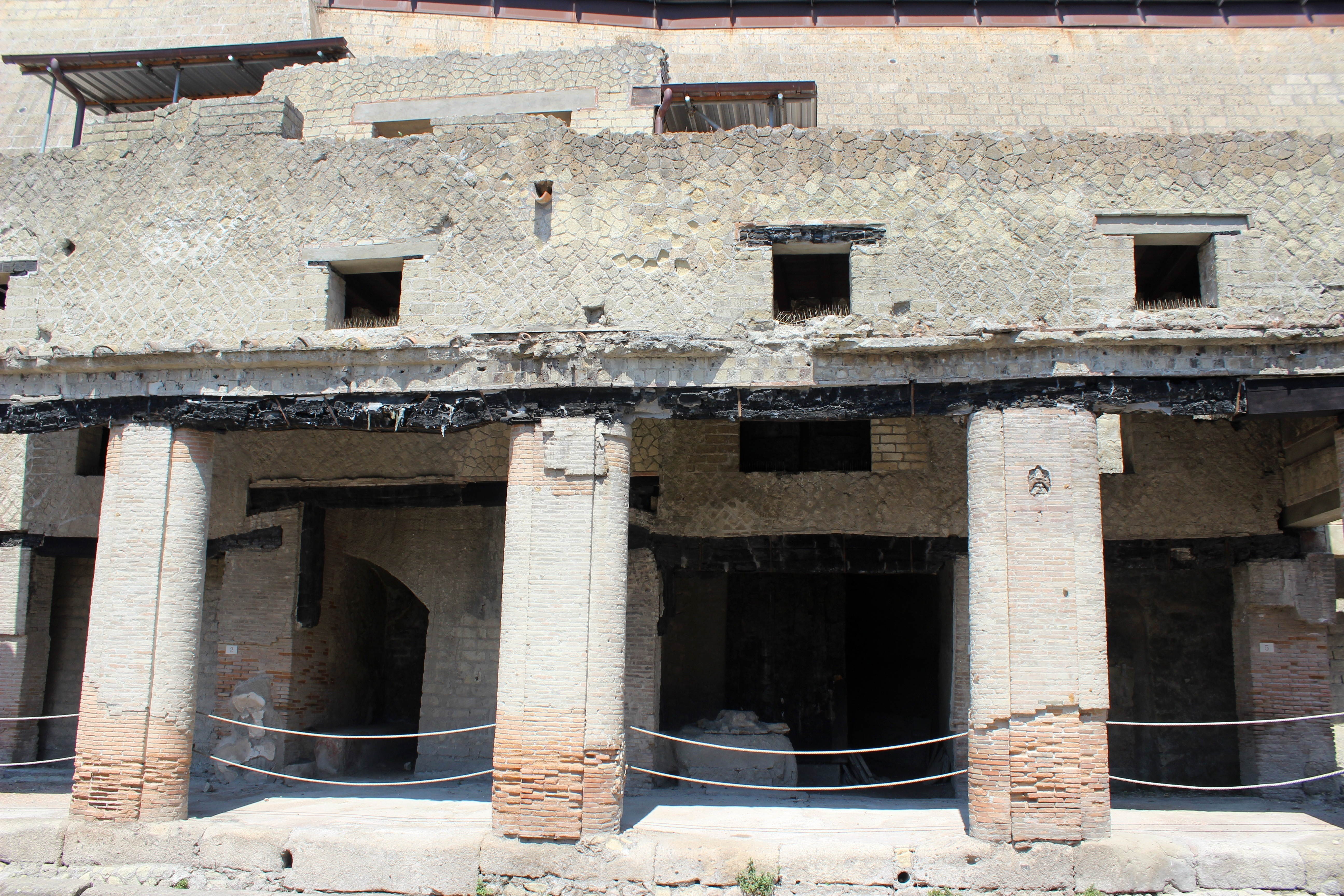
Boutiques du forum d'Herculanum.
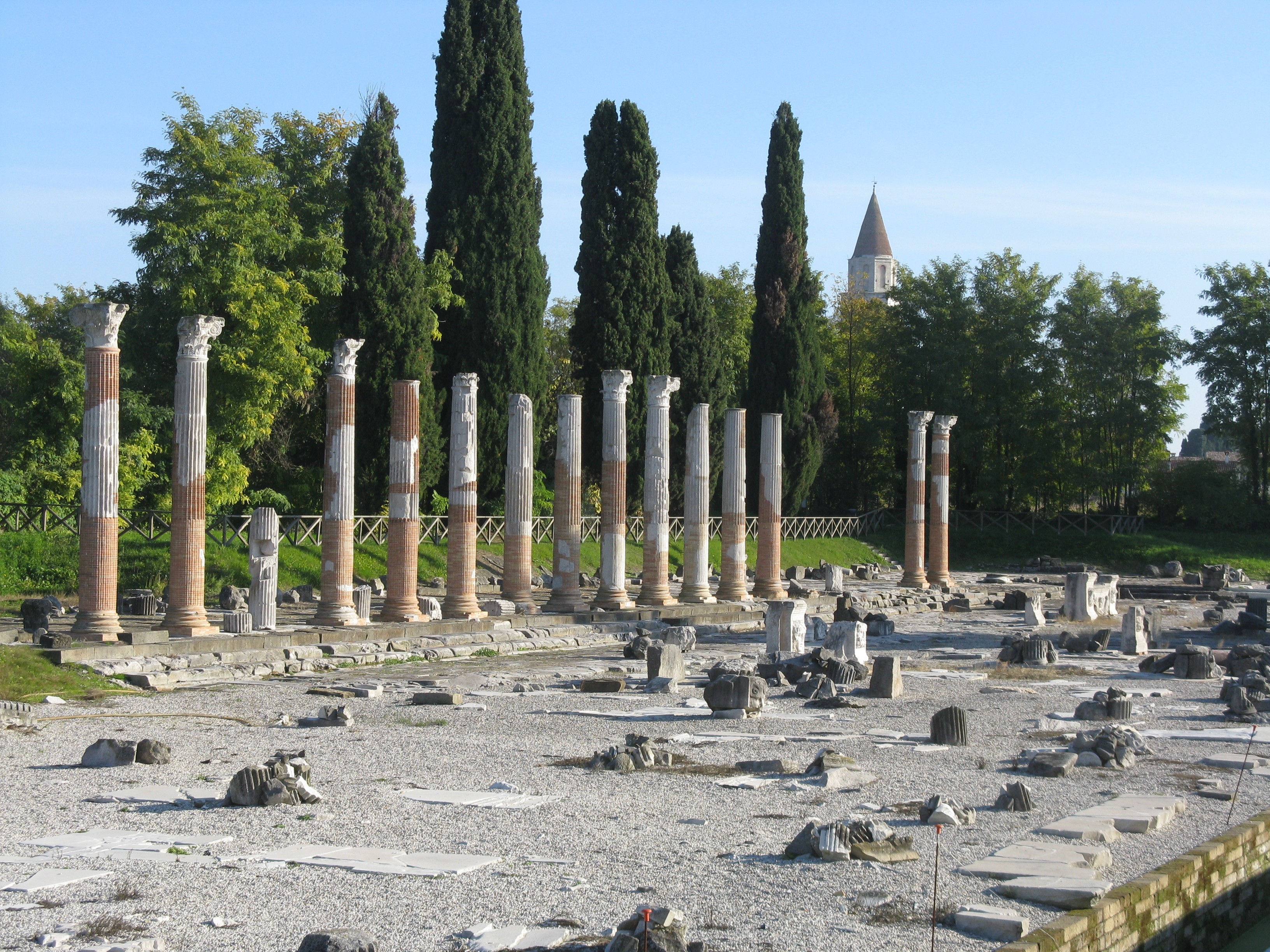
Vestiges du forum d'Aquilée.
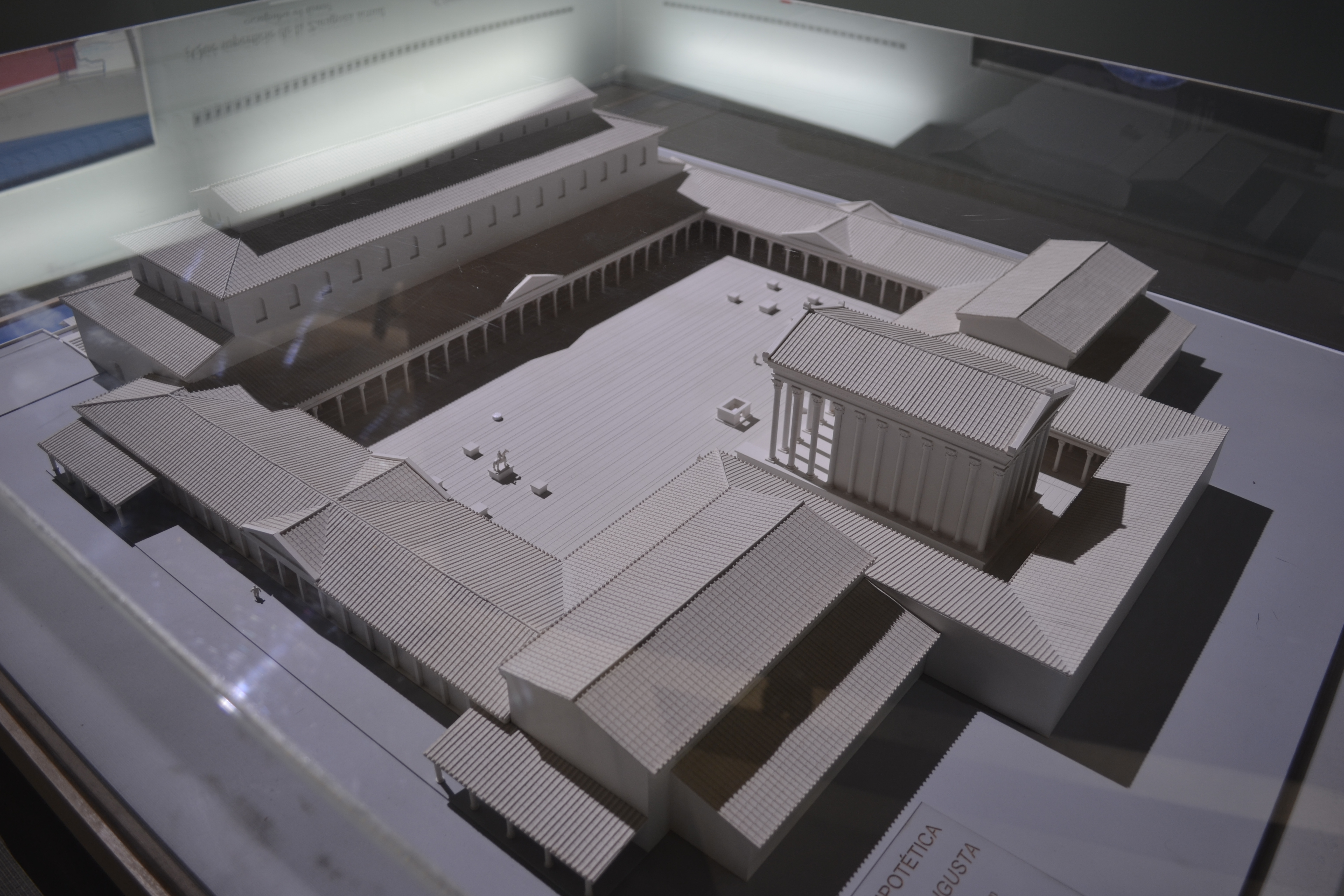
Maquette du forum de Cæsaraugusta.